# August Strecker
Johann Friedrich August Strecker (* 27. März 1802 in Darmstadt; † 9. September 1865 ebenda) war ein hessischer Richter und Politiker (Fortschritt) und Abgeordneter der 2. Kammer der Landstände des Großherzogtums Hessen.

## Familie
August Strecker war der Sohn des Majors Karl Ludwig Strecker und dessen Ehefrau Catharine Margarethe, geborene Schenck. Strecker, der evangelischen Glaubens war, heiratete am 6. August 1831 in Darmstadt Augustine geborene Mangold (1808–1865), die Tochter des Hofmusikdirektors Georg Mangold.

## Beruf
Er studierte Rechtswissenschaften in Gießen und Heidelberg. Während seines Studiums wurde er 1819 Mitglied der Gießener Allgemeinen Burschenschaft Germania und der Heidelberger Burschenschaft.
Nach seinem Studium wurde er 1825 Sekretär und Aktuar am Oberkriegsgericht in Darmstadt und gleichzeitig Assessor mit Stimme am dortigen Stadtgericht. 1830 wurde er Stadtrichter in Darmstadt und 1849 Mitglied und Rat am Hofgericht Darmstadt.

## Politik
Von 1849 bis 1850 und erneut 1862 bis 1865 gehörte er der Zweiten Kammer der Landstände des Großherzogtums Hessen an. Er wurde für Wahlbezirk in Darmstadt gewählt. 1862 bis 1865 war er Präsident der Zweiten Kammer. 1851 bis 1856 war er gewähltes Mitglied der ersten Kammer der Landstände.

## Ehrungen
- 1844: Verdienstorden Philipps des Großmütigen, Ritterkreuz